# Суперкубок Оману з футболу 2012
Суперкубок Оману з футболу 2012  — 12-й розіграш турніру. Матч відбувся 29 серпня 2012 року між чемпіоном Оману клубом Фанджа та володарем кубка Оману клубом Дофар.
| Володар Суперкубка Оману 2012 |
| ----------------------------- |
|                               |
| Фанджа Перший титул           |

## Матч

### Деталі
| 29 серпня 2012 18:15 (EEST) |

| Фанджа           | 1:0 | Дофар |
| ---------------- | --- | ----- |
| Аль-Мушаїфрі 53' |     |       |

| Роял Оман Поліс Стедум, Мускат |